# Capital Letters
«Capital Letters» — песня американской певицы Хейли Стайнфелд и продюсера и композитора BloodPop, ставшая вторым синглом из саундтрека к фильму Пятьдесят оттенков свободы. Сингл вышел 12 января 2018 года. Одним из соавторов песни стала певица Элли Голдинг. Также в написании песни участвовали сами исполнители, певица Рейчел Кин (известная под псевдонимом Raye), Эли Вайзфилд и Эндрю Джексон.
Первое упоминание о песне появилось вместе с раскрытием списка композиций саундтрека к фильму. 10 января Хейли Стайнфелд опубликовала тизер к песне в своём Twitter-аккаунте вместе с аудио-превью.

## Отзывы критиков
В рецензии от MTV News говорится, что песня обладает «электронным танцевальным ритмом», «испытывает недостаток в сексуальности», но это «восполняется чистыми, и возвышенными эмоциями». Критик издания Gay Times отметил, что песня «очень романтична», и при этом назвал её «абсоллютно взрывной». В издании PopSugar говорится, что «Capital Letters» «невероятно сексуальна» и «заставит вас подняться на ноги за считанные секунды». Критик издания Daily Express в целом был разочарован в песне, но назвал её при этом отличным образцом поп-музыки. В рецензии сайта Idolator первые две песни из саундтрека (первой была «For You» в исполнении Лиама Пейна и Риты Оры) характеризуются как «медленные гимны для спальни», предположительно готовые стать и «клубными гимнами».

## Позиции в чартах
| Чарт (2018)                                | Наивысшая позиция |
| ------------------------------------------ | ----------------- |
| ARIA                                       | 43                |
| Австрия (Ö3 Austria Top 40)                | 26                |
| Бельгия/Фландрия (Ultratip Bubbling Under) | 13                |
| Бельгия/Валлония (Ultratip Bubbling Under) | 21                |
| Канада (Billboard Canadian Hot 100)        | 69                |
| Чехия (Singles Digitál Top 100)            | 69                |
| Tracklisten                                | 34                |
| Франция (SNEP)                             | 102               |
| Германия (GfK)                             | 49                |
| Венгрия (Single Top 40)                    | 18                |
| Венгрия (Stream Top 40)                    | 35                |
| IRMA                                       | 38                |
| Нидерланды (Single Top 100)                | 95                |
| New Zealand Heatseekers (RMNZ)             | 8                 |
| VG-lista                                   | 17                |
| Португалия (AFP)                           | 52                |
| Шотландия (OCC Scotland)                   | 33                |
| Словакия (Singles Digitál Top 100)         | 77                |
| PROMUSICAE                                 | 95                |
| Sverigetopplistan                          | 42                |
| Швейцария (Schweizer Hitparade)            | 31                |
| Великобритания (OCC UK Singles)            | 39                |
| США (Billboard Bubbling Under Hot 100)     | 12                |